# Диселенид эрбия
Диселенид эрбия — бинарное неорганическое соединение 
эрбия и селена
с формулой ErSe2,
кристаллы.

## Получение
- Сплавление стехиометрических количеств чистых веществ:

{\displaystyle {\mathsf {Er+2Se\ {\xrightarrow {1100^{o}C}}\ ErSe_{2}}}}

## Физические свойства
Диселенид эрбия образует кристаллы 
ромбической сингонии, пространственная группа C mma, параметры ячейки a = 1,622 нм, b = 1,580 нм, c = 1,180 нм.
При температуре 890°C происходит переход в фазу
ромбической сингонии, пространственная группа I mmm, параметры ячейки a = 0,4061 нм, b = 0,5571 нм, c = 1,316 нм, Z = 4,
структура типа дителлурида урана UTe2
.
Соединение образуется по перитектической реакции при температуре 1100°C  (1010°C ).